# Olympische Sommerspiele 1952/Teilnehmer (Chile)
| Gelbes Symbol für Goldmedaillen mit stilisierten Olympischen Ringen | Graues Symbol für Silbermedaillen mit stilisierten Olympischen Ringen | Braundes Symbol für Bronzemedaillen mit stilisierten Olympischen Ringen |
| ------------------------------------------------------------------- | --------------------------------------------------------------------- | ----------------------------------------------------------------------- |
| —                                                                   | 2                                                                     | —                                                                       |

Chile nahm an den Olympischen Sommerspielen 1952 in Helsinki, Finnland, mit einer Delegation von 59 Sportlern (55 Männer und vier Frauen) teil.

## Medaillengewinner

### Silber
| Name                                             | Sportart | Wettkampf                |
| ------------------------------------------------ | -------- | ------------------------ |
| Óscar Cristi                                     | Reiten   | Springreiten, Einzel     |
| Óscar Cristi, Ricardo Echeverría & César Mendoza | Reiten   | Springreiten, Mannschaft |

## Teilnehmer nach Sportarten

### Basketball
- Herrenteam
5. Platz

- Kader
Álvaro Salvadores
Eduardo Cordero
Eric Mahn
Exequiel Figueroa
Hernán Raffo
Hernán Ramos
Hugo Fernández
Juan José Gallo
Juan Ostoic
Orlando Silva
Pedro Araya
Rufino Bernedo
Victor Mahaña

### Fußball
- Herrenteam
17. Platz

- Kader
Domingo Massaro
Domingo Pillado
Fernando Jara
Irenio Jara
Jaime Vásquez
José García
Justo Albornoz
Julio Vial
Luís Leal
Manuel Roa
Rubén González

### Leichtathletik
- Raúl Inostroza
10.000 Meter: 23. Platz
Marathon: ??

- Luis Celedón
Marathon: 14. Platz

- Jörn Gevert
110 Meter Hürden: Vorläufe
400 Meter Hürden: Vorläufe

- Edmundo Ohacho
110 Meter Hürden: Vorläufe

- Pedro Yoma
400 Meter Hürden: Vorläufe

- Guillermo Solá
3000 Meter Hindernis: Vorläufe

- Ernesto Lagos
Hochsprung: 32. Platz in der Qualifikation

- Carlos Vera
Weitsprung: 14. Platz in der Qualifikation
Zehnkampf: ??

- Hernán Haddad
Diskuswurf: 28. Platz in der Qualifikation

- Arturo Melcher
Hammerwurf: 32. Platz in der Qualifikation

- Hernán Figueroa
Zehnkampf: 17. Platz

- Adriana Millard
Frauen, 200 Meter: Vorläufe
Frauen, Weitsprung: 13. Platz

- Marion Huber
Frauen, 80 Meter Hürden: Vorläufe

- Gerda Martín
Frauen, Speerwurf: 18. Platz in der Qualifikation

- Edith Thomas
Frauen, Speerwurf: In der Qualifikation ausgeschieden

### Moderner Fünfkampf
- Nilo Floody
Einzel: 17. Platz
Mannschaft: 7. Platz

- Hernán Fuentes
Einzel: 22. Platz
Mannschaft: 7. Platz

- Luis Carmona
Einzel: 27. Platz
Mannschaft: 7. Platz

### Radsport
- Hernán Masanés
Straßenrennen, Einzel: ??
Straßenrennen, Mannschaft: ??
Sprint: 2. Runde
1000 Meter Einzelzeitfahren: 17. Platz

- Héctor Mellado
Straßenrennen, Einzel: ??
Straßenrennen, Mannschaft: ??

- Hugo Miranda
Straßenrennen, Einzel: ??
Straßenrennen, Mannschaft: ??

- Héctor Droguett
Straßenrennen, Einzel: ??
Straßenrennen, Mannschaft: ??

### Reiten
- Óscar Cristi
Springreiten, Einzel: Silber 
Springreiten, Mannschaft: Silber

- César Mendoza
Springreiten, Einzel: 7. Platz
Springreiten, Mannschaft: Silber

- Ricardo Echeverría
Springreiten, Einzel: 28. Platz
Springreiten, Mannschaft: Silber

- Mario Leuenberg
Vielseitigkeit, Einzel: 14. Platz
Vielseitigkeit, Mannschaft: ??

- Rolando Mosqueira
Vielseitigkeit, Einzel: ??
Vielseitigkeit, Mannschaft: ??

- Hernán Vigil
Vielseitigkeit, Einzel: ??
Vielseitigkeit, Mannschaft: ??

- José Larrain
Dressur, Einzel: 14. Platz
Dressur, Mannschaft: 5. Platz

- Héctor Clavel
Dressur, Einzel: 16. Platz
Dressur, Mannschaft: 5. Platz

- Ernesto Silva
Dressur, Einzel: 22. Platz
Dressur, Mannschaft: 5. Platz

### Rudern
- Carlos Adueza
Einer: Achtelfinale

### Schießen
- Enrique Ojeda
Freie Scheibenpistole: 35. Platz

- Juan Bizama
Kleinkaliber, Dreistellungskampf: 28. Platz
Kleinkaliber, liegend: 25. Platz

### Schwimmen
- Hernán Avilés
100 Meter Freistil: Vorläufe